# Preloader
Der Begriff Preloader beschreibt einen Programmteil, der für das Vorausladen von Daten zuständig ist. Man findet Preloader überall dort, wo größere Datenmengen geladen werden müssen und dieser Ladevorgang etwas Zeit benötigt. Nebenzweck eines Preloaders ist es, den Nutzer eines Programmes oder einer Internetseite mit Hilfe einer Fortschrittsanzeige über den Fortschritt der geladenen Datenmenge zu Informieren. Im Idealfall wird auch eine Vorausberechnung der zu erwartenden Ladedauer angezeigt.